# Rigodium pseudothuidium
Rigodium pseudothuidium là một loài rêu trong họ Rigodiaceae. Loài này được Dusén mô tả khoa học đầu tiên năm 1905.